# Transpersoonlijke psychologie
De transpersoonlijke psychologie is het vakgebied binnen de psychologie wat de mystieke en spirituele ervaringen van mensen en de transcendente aspecten daarvan tracht te onderzoeken. Men gaat ervan uit dat ervaringen op natuurlijke wijze te verklaren en daardoor ook wetenschappelijk te onderzoeken zijn. Voortbordurend op het werk van onder anderen William James, Carl Gustav Jung en Roberto Assagioli werd zij omstreeks 1970 door Abraham Maslow, Stanislav Grof and Anthony Sutich als een uitbreiding van de humanistische psychologie als "vierde" stroming (naast de psychoanalytische, behavioristische en humanistische varianten) in de psychologie gelanceerd.
Waar de humanistische psychologie zich al expliciet concentreerde op psychische en geestelijke gezondheid, helingsprocessen en menselijke mogelijkheden in het algemeen (in plaats van op pathologie en pathologische processen), tracht de transpersoonlijke psychologie uitdrukkelijk de  transcendente aspecten van het menselijk bestaan te omvatten.
Belangrijke transpersoonlijk psychologen zijn Stanislav Grof, Ken Wilber en Michael Washburn. Een aanverwante benadering van cultureel-politieke ontwikkelingsprocessen en collectieve vormen van menselijk bewustzijn is het door de Amerikaanse managementconsultants Don Beck en Chris Cowan ontwikkelde systeem van Spiral Dynamics.